# Château de Dolbadarn (Turner)
Le Château de Dolbadarn (titre original : Dolbadarn Castle) est un tableau de Joseph Mallord William Turner.
Probablement peint en 1799 après des voyages de l'artiste au pays de Galles, la date retenue pour le tableau est généralement sa date d'exposition, en 1800.
Son sujet est le château de Dolbadarn au pays de Galles. C'est une huile sur panneau de 45 × 30 cm, conservée à la bibliothèque nationale du pays de Galles qui l'a acheté aux enchères en 1998.
Il s'agit d'une étude préliminaire pour le tableau en grand format de 120 × 90 cm, offert par Turner à la Royal Academy.

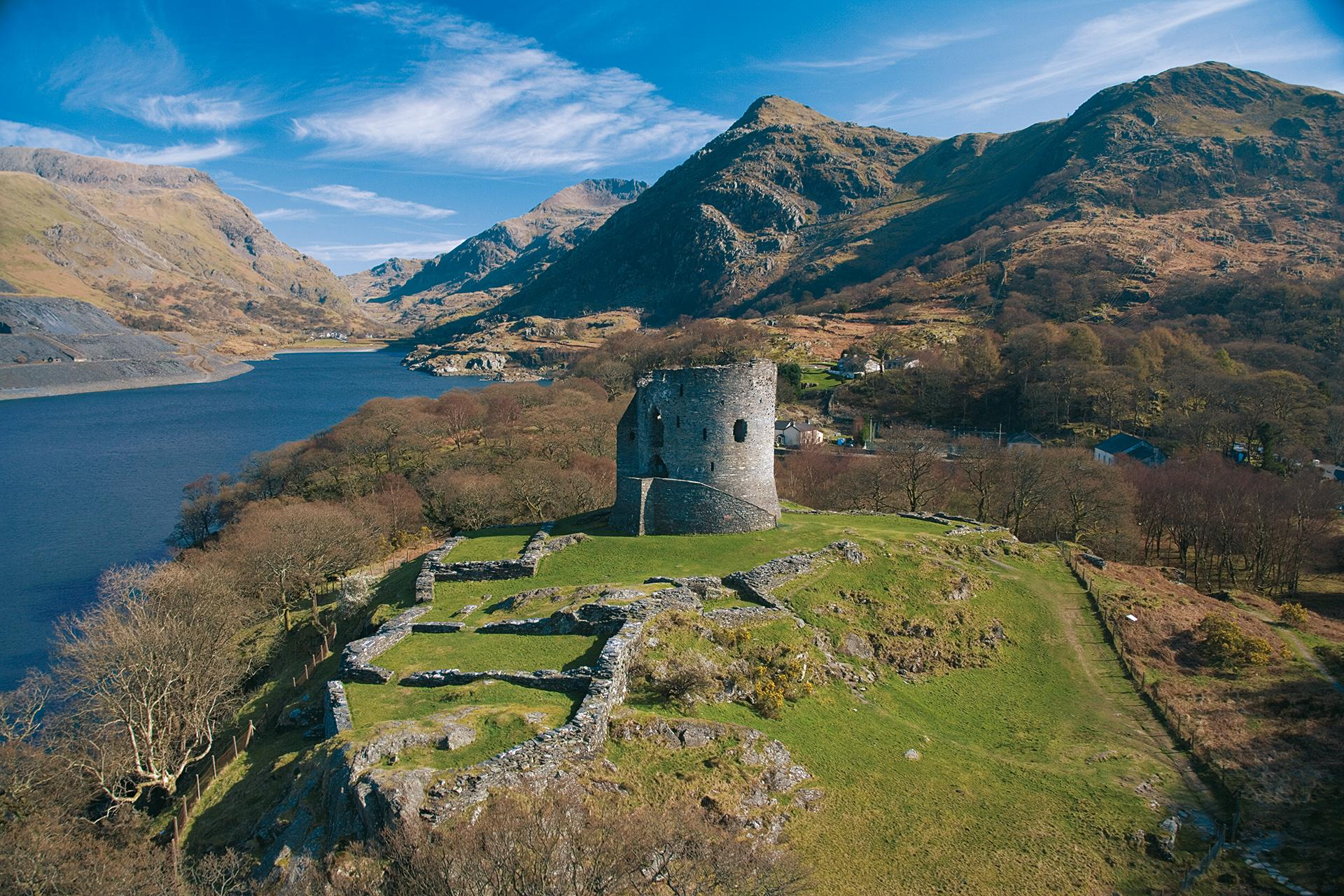
Photographie du château de Dolbadarn vers les années 2000.